# Semino Rossi
Semino Rossi (de son vrai nom Omar Ernesto Semino, né le 29 mai 1962 à Rosario) est un chanteur italo-argentin, faisant carrière en Autriche.

## Biographie
Ce fils d'un chanteur et d'une pianiste apprend la guitare à cinq ans. En 1985, il quitte l'Argentine, arrive en Espagne puis en Autriche. Il gagne sa vie d'abord en chantant dans la rue, puis dans des hôtels en Espagne, en Italie, en Suisse et en Autriche. En 1991, il épouse une femme originaire du Tyrol du Sud et s'installe à Mils. En Allemagne, il se fait connaître en 2004 par sa participation au Feste der Volksmusik (de) à Chemnitz et dans l'émission Musikantenstadl présentée par Karl Moik (de).
Le 12 mars 2006, il remporte le prix Echo dans la catégorie "Schlager/Volksmusik – Künstler/-in national/international" puis le 25 mai, un Amadeus Austrian Music Award (de). En mai 2007, il remporte un deuxième Amadeus pour l'album Ich denk an Dich, "Album schlager de l'année". Au printemps 2007, il fait sa première grande tournée solo avec son propre groupe dans de nombreuses grandes salles en Allemagne et en Autriche. Le 20 septembre 2008, il reçoit lors de l'émission Musikantenstadl en direct de l'Oktoberfest douze disques d'or des mains d'Andy Borg. Le 16 septembre 2010, il remporte un troisième Amadeus dans la catégorie "Schlager".

## Discographie
- Alles aus Liebe (2004)
- Tausend Rosen für Dich (2005)
- Du mein Gefühl (2005)
- Feliz Navidad (2005)
- Ich denk an Dich (2006)
- Du mein Gefühl (2006)
- Einmal Ja – Immer Ja (2007)
- Rot sind die Rosen (single, 2008)
- Die Liebe bleibt (2009)
- Das Beste 2004 – 2008 (2011)
- Augenblicke (2011)
- Symphonie des Lebens (2013)